# مجید محسنی
مجید محسنی (زاده ۲ خرداد ۱۳۰۲ – درگذشته ۱۵ تیر ۱۳۶۹) بازیگر تئاتر سینما و رادیو، نویسنده و کارگردان سینمای ایران بود
از نوجوانی در کنار برادرش حسین محسنی که یازده سال از او بزرگتر بود بازیگری در نمایش‌های مختلف را شروع کرد و پس از فعالیت در نمایش‌های بسیاری به عنوان پیش پرده خوان، در سال ۱۳۱۸ اولین تجربه بازیگری حرفه‌ای خود را در نمایشی به نام سالومه بر صحنه تئاتر اجرا کردو سپس سال ۱۳۲۶ با بازی در یک فیلم تبلیغاتی بازیگری مقابل دوربین را نیز شروع کرد. ازسال ۱۳۳۰ به‌طور جدی کار در سینما را با فیلم خواب‌های طلایی به کارگردانی معزدیوان فکری آغاز کرد. چند سال بعد مجید محسنی یکی از بهترین هنرمندان رادیو هم بود. او خالق شخصیت (کمدی انتقادی) عمقُلی صمد (روستایی ساده دل با لهجه‌ای شیرین) در رادیو ایران طی سال‌های ۱۳۳۴ تا ۱۳۴۲ بود. در بازیگری با پشتکار و خستگی ناپذیری بسیار فعالیت می‌کرد. دو دوره (دورهٔ بیست و یکم و بیست و دوم) نماینده مردم دماوند در مجلس شورای ملی شد ۱۳۴۲–۱۳۴۸ و در سال ۱۳۴۸ به عنوان مشاور فرهنگی سازمان رادیو و تلویزیون ملی ایران تعیین گردید. چندی پس از انقلاب فیلم «پرستوها به لانه بازمی‌گردند» - محصول ۱۳۴۲ - که بازیگر اصلی و نویسنده و کارگردان و تهیه‌کننده اش بودبا پوستر و پلاکارد جدید در سینماهای تهران اکران شد.
ایشان با همکاری جمعی از هنرمندان (شکرالله رفیعی و رضا کریمی، عزیزالله رفیعی، احمد شیرازی و مهدی امیرقاسم خانی) استودیو فیلمسازی و دوبلاژ مهرگان فیلم را تأسیس کرد که تا سال ۱۳۶۰ فعال بود. مجید محسنی بعد از انقلاب تا زمان فوت با جدیت مسائل و اتفاقات هنری را دنبال می‌کرد و تا پایان زندگی اش از علائق هنری دست نکشید.
در سال ۱۳۶۸ در نمایش خداحافظ روی صحنه رفت. این نمایش آخرین کار این هنرمند بود و او در پانزدهم تیرماه ۱۳۶۹ درگذشت.

## فیلم‌ها
1. سکه دو رو ۱۳۴۷
2. دنیای پوشالی ۱۳۴۷
3. گنج و رنج ۱۳۴۶
4. زیر گنبد کبود ۱۳۴۶
5. انسان‌ها ۱۳۴۳
6. محکوم ۱۳۴۲
7. پرستوها به لانه بازمی‌گردند ۱۳۴۲
8. گذشت ۱۳۴۱
9. قربون خودم ۱۳۴۱
10. انتقام روح ۱۳۴۱
11. عسل تلخ ۱۳۴۰ - (تهیه‌کننده مشترک)
12. خروس بی محل ۱۳۴۰ (تهیه‌کننده مشترک)
13. آهنگ دهکده ۱۳۴۰
14. عروسک پشت پرده ۱۳۳۹
15. لات جوانمرد ۱۳۳۷
16. بلبل مزرعه ۱۳۳۶
17. زندگی شیرین است ۱۳۳۵
18. خواب و خیال ۱۳۳۴
19. دختر چوپان ۱۳۳۲
20. دزد عشق ۱۳۳۱
21. خواب‌های طلایی ۱۳۳۰